# Javorník-Gebirge

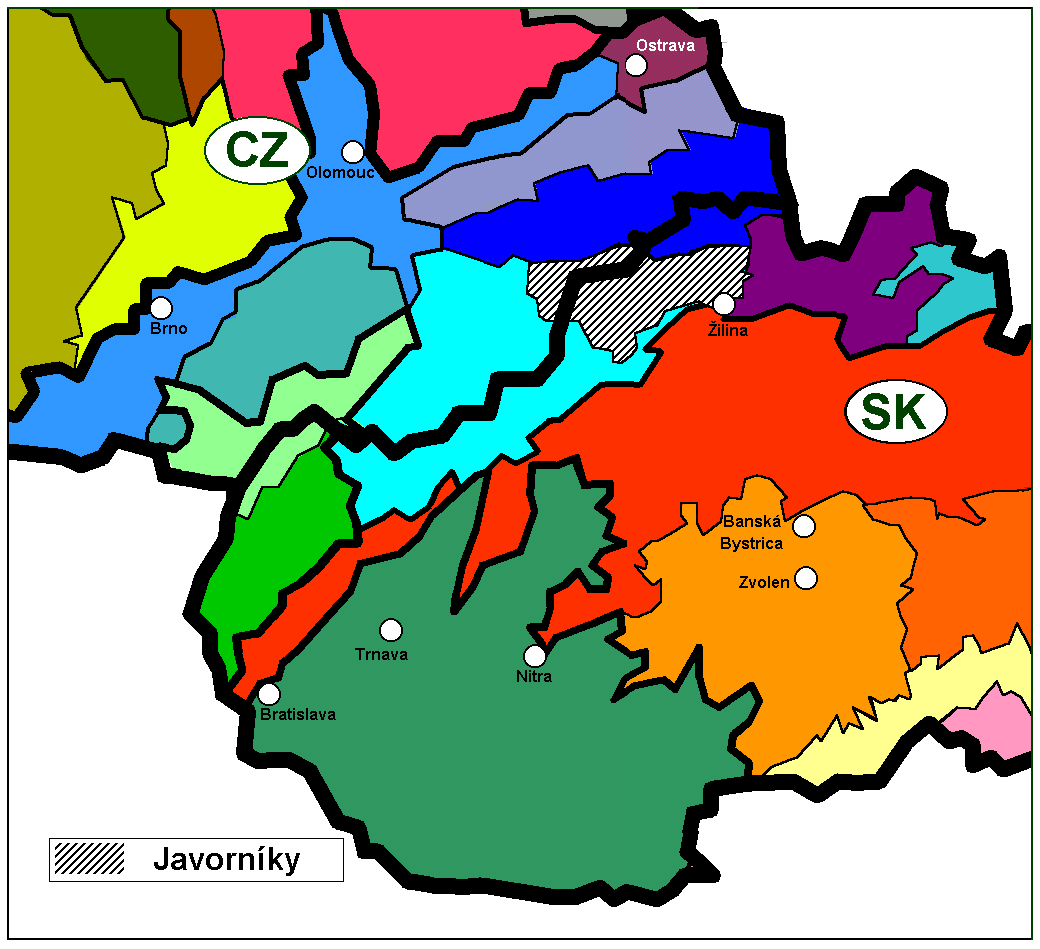
Das Javorník-Gebirge innerhalb der Geomorphologischen Einteilung der Slowakei und Tschechiens

Das Javorník-Gebirge (tschechisch, slowakisch Javorníky) ist ein Gebirgszug in den Westkarpaten und bildet einen Teil der Grenze zwischen Tschechien und der Slowakei. Die höchste Erhebung ist der Veľký Javorník mit 1071 Metern Höhe. Der höchste Berg auf tschechischer Seite ist der Malý Javorník (1019 m n.m.). Weitere markante Gipfel sind im Norden das Massiv der Lemešná (950 m n.m.) und im Süden der Makyta (923 m n.m.). Die Erhebung trennt das Bečva-Oder-Flusseinzugsgebiet vom Kysuca-Waag-Einzugsgebiet und ist damit Teil der Europäischen Wasserscheide.
Nach Süden bildet der Lissapass die natürliche Grenze zu den Weißen Karpaten. Im Nordwesten trennt das Tal der Senice die Javorníky von den Vsetínské vrchy.
Ein Großteil des Gebirges in der Slowakei liegt im Landschaftsschutzgebiet Kysuce.

## Galerie

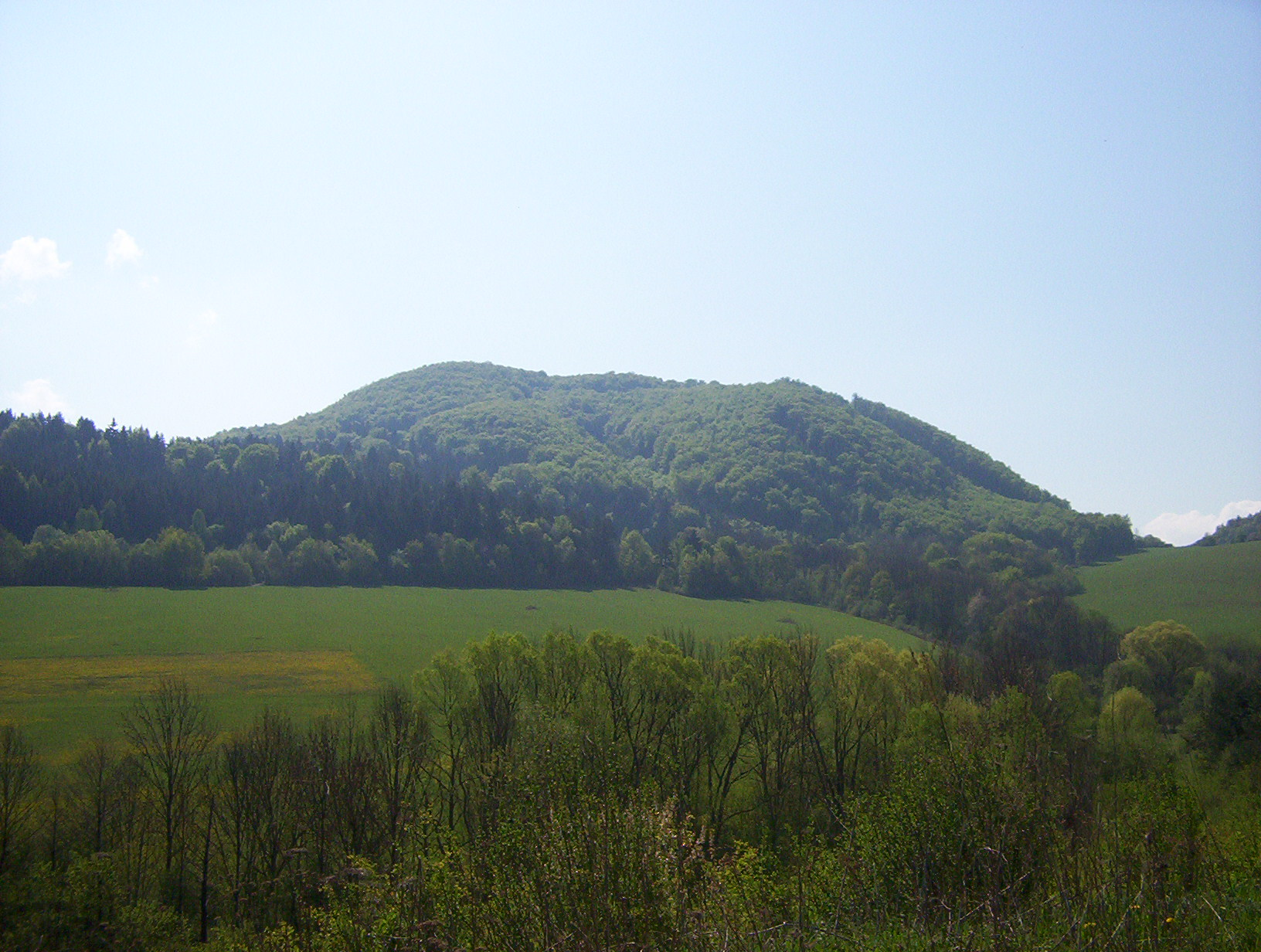
Hradište
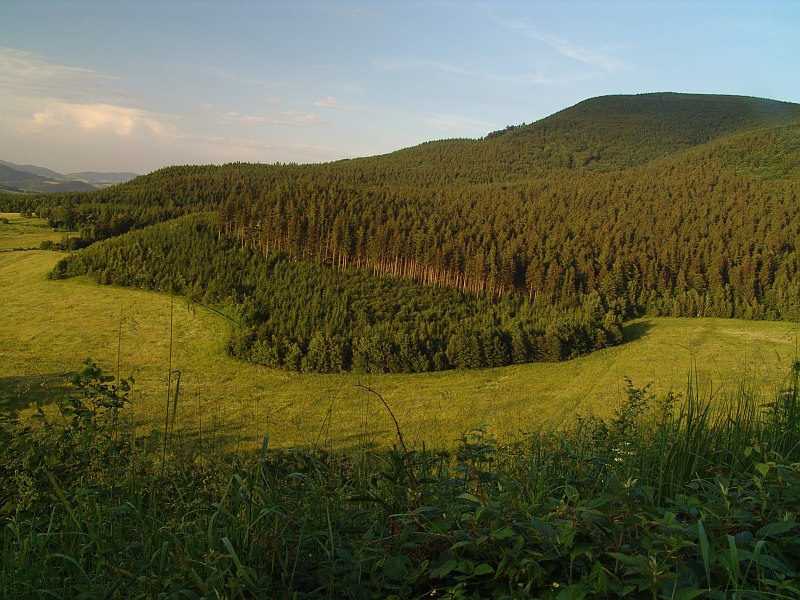
Velký Javorník (deutsch: Großer Ahornberg)
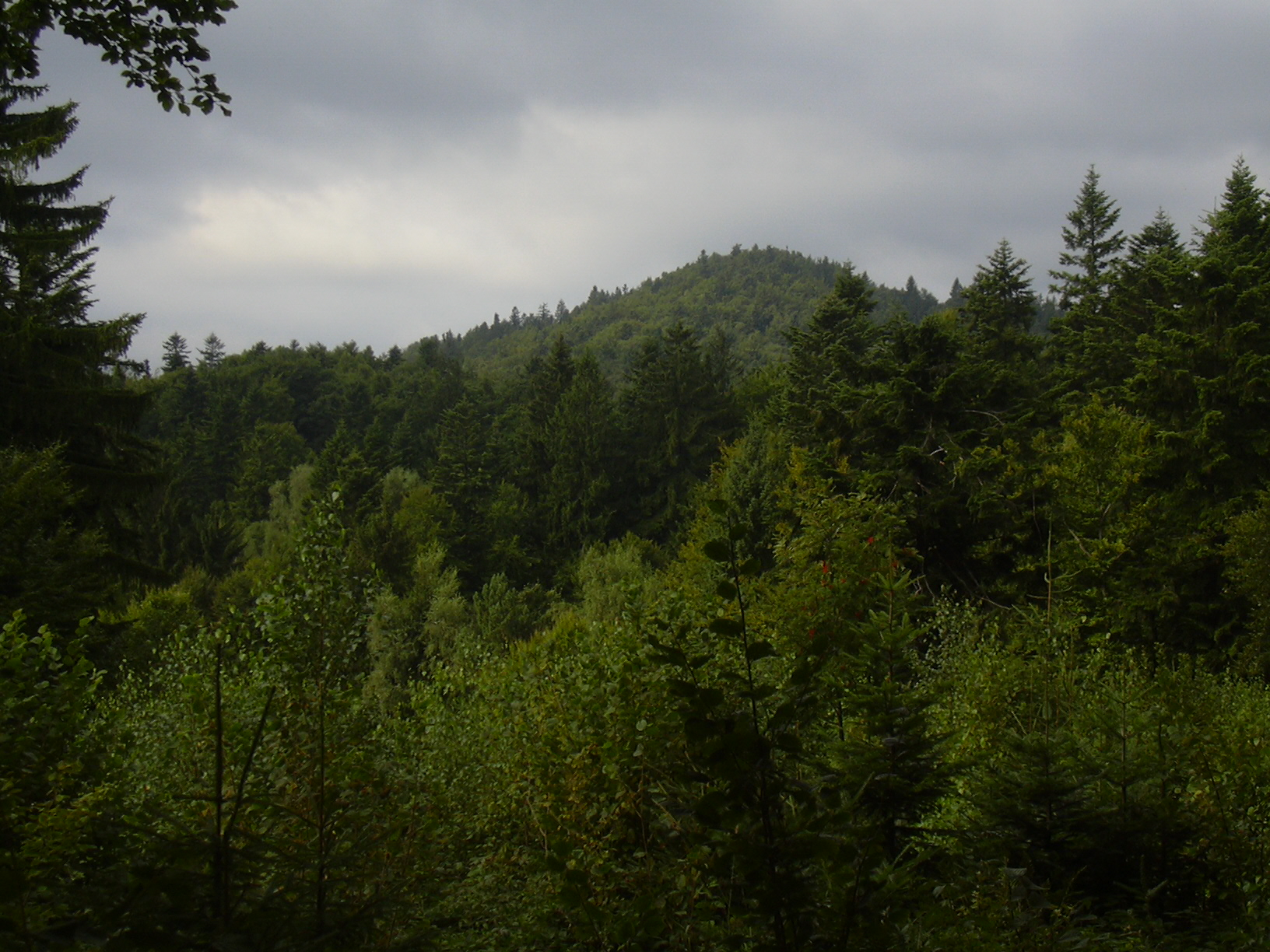
Makyta (Makita)
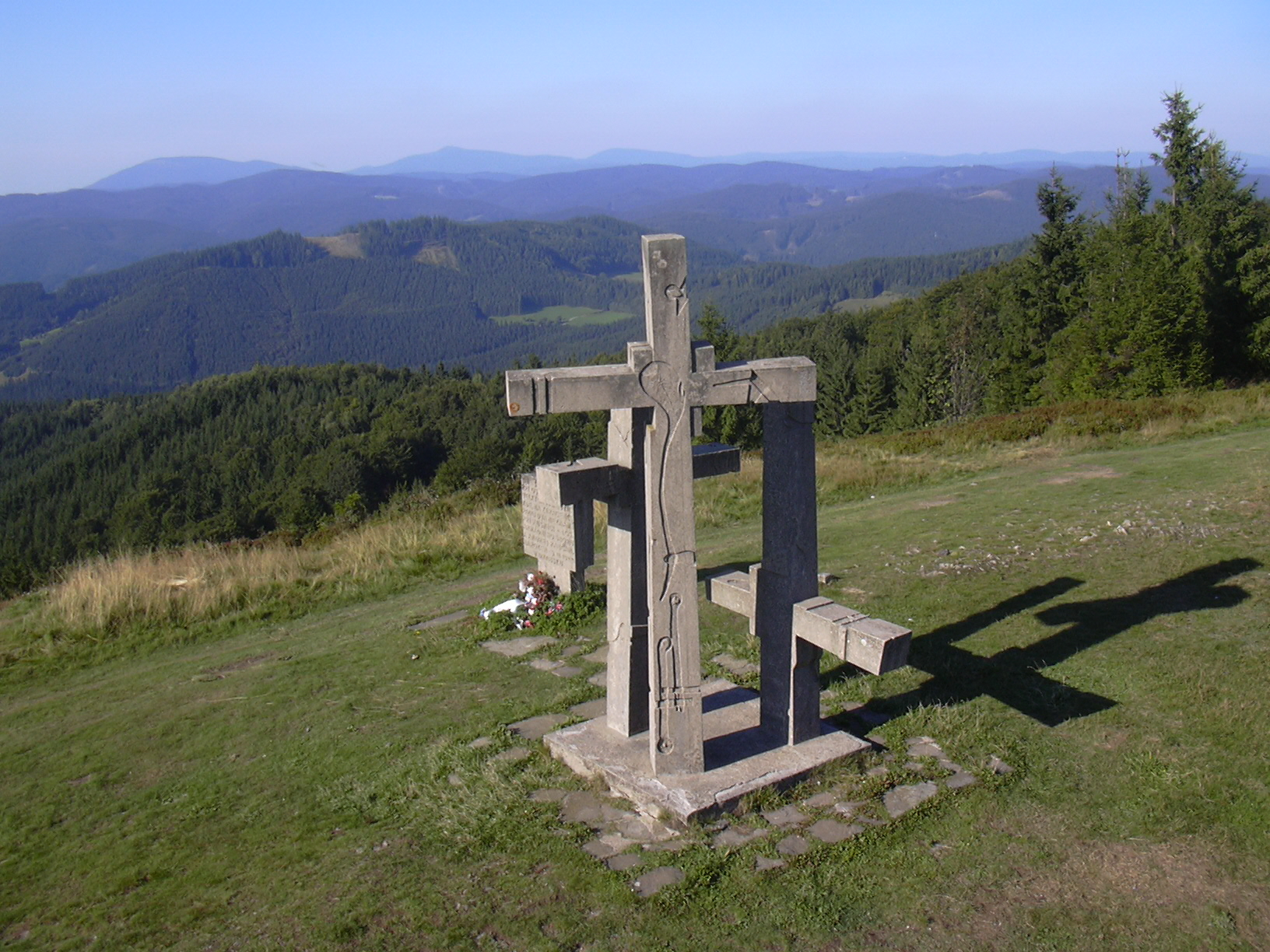
Berg Stratenec mit Gefallenendenkmal aus dem Zweiten Weltkrieg